# Kickboxing
Kickboxing (em japonês: キックボクシング), se refere para ambos um grupo de artes marciais e esportes de combate em pé baseados em chutes (em inglês:  kick) e socos (em inglês:  boxing). É frequentemente praticado como defesa pessoal, condicionamento físico geral ou como um esporte de contato.
Num sentido amplo, há várias artes marciais nomeadas como kickboxing, incluindo o muay thai (boxe tailandês), lethwei (boxe birmanês), assim como o savate (boxe francês), dentre outros. Num sentido restrito, o termo kickboxing é associado a artes marciais com esse nome, sendo eles o kickboxing japonês, ao kickboxing americano e estilos ou regras spin-off.
O kickboxing em sentido restrito é muitas vezes confundido com o muay thai (boxe tailandês). Ambos são semelhantes mas com extremas diferenças, não apenas nas regras, mas também na prática.

## Terminologia
O termo "kickboxing" ou "Full Contact" pode ser utilizado em um sentido amplo e em um sentido restrito. O termo kickboxing (キックボクシング) em si foi introduzido na década de 1960 como um anglicismo japonês por Osamu Noguchi, um promotor de boxe do Japão, para uma arte marcial híbrida que combinava muay thai e karatê que ele tinha introduzido em 1958. O termo foi posteriormente adotado também pela variante americana, que surgiu de forma paralela na década de 70, criado por Joe Lewis — campeão de karatê e pupilo de Bruce Lee — e outros lutadores de caratê que começaram a misturar com socos de boxe e lutar a contato pleno. Em 1970 eles organizaram uma luta em um evento de karatê onde entraram com luvas e foram introduzidos como "kickboxers", logo organizações de karatê começaram a promover eventos de "kickboxing". Como houve muitos cruzamentos entre esses estilos, com muitos praticantes ou competidores sob as regras de um ou mais estilos, as histórias dos estilos individuais não podem ser vistas de forma isolada uma da outra.

### Sentido restrito

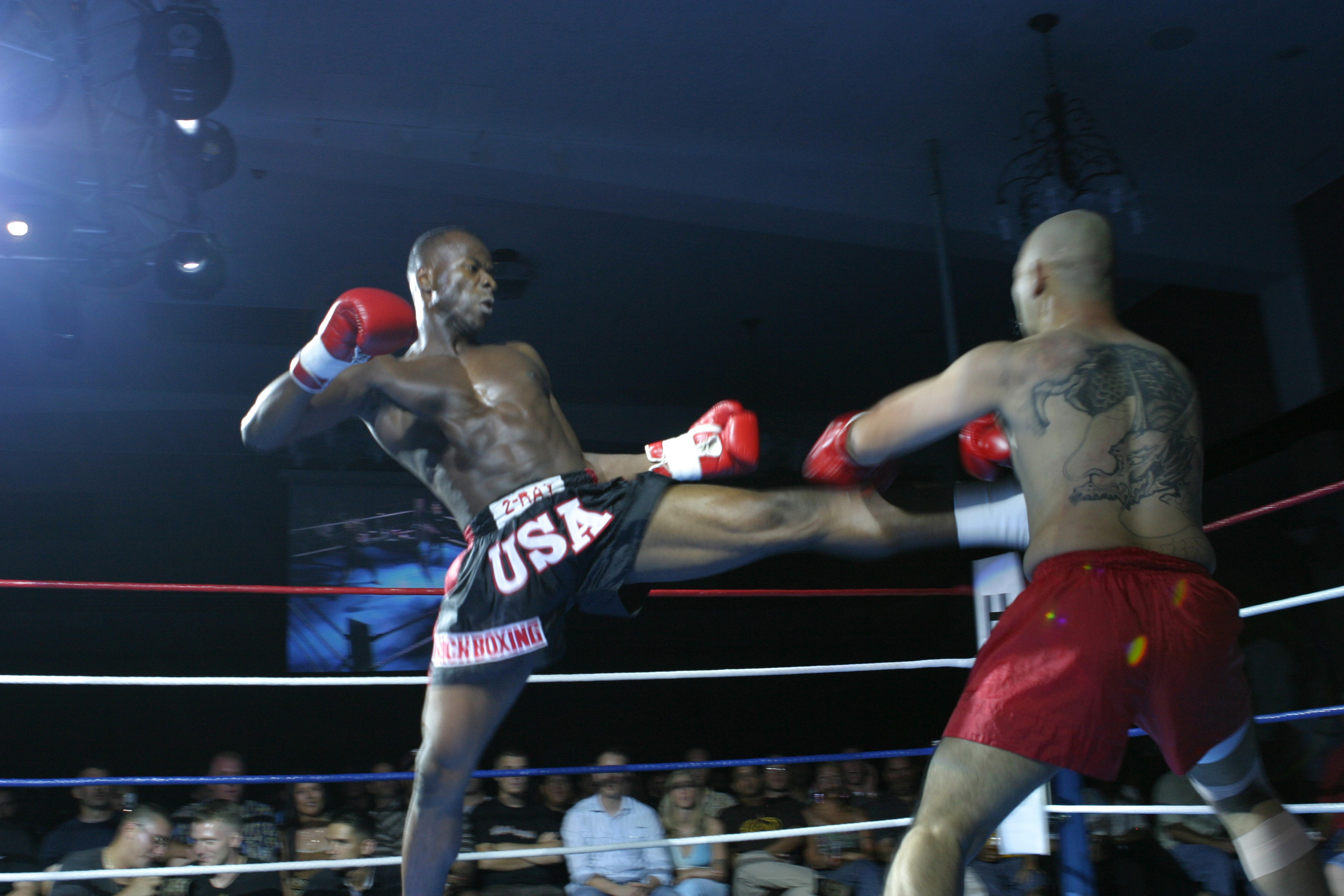
Luta de kickboxe profissional

O sentido restrito se limita aos estilos que se auto-identificam como kickboxing
- Kickboxing japonês: criado na década de 1960 incialmente como uma mistura entre Karatê Kyokushin, Muay thai e Boxe ocidental. Oponentes podem lutar com chutes, socos, bem como joelhadas. Também é conhecido como "Kickboxing K-1", derivado da organização homônima que se tornou a organização de kickboxing mais popular do mundo que usa as regras japonesas.[3]
  - Shoot boxing: Derivado do Kickboxing e misturado com o shoot wrestling, essa modalidade possuí quedas, projeções e finalizações.
  -  Kickboxing Holândes: Surgiu na década de 1970, quando o artista marcial Jan Plas trouxe o kickboxing do Japão para a Holanda. Assim como o estilo Japonês, é uma mistura de técnicas de Muay Thai, Kyokushin e boxe. O que torna este estilo único é a forte ênfase em golpes de mão e técnicas de boxe.[3]
- Kickboxing americano (também conhecido como Full Contact): Criado na década de 70 como uma mistura entre o Boxe e Karatê. Os lutadores usam calças e as lutas duram de 3 a 10 rounds, sendo cada round de 3 minutos. Eles podem atacar apenas acima da cintura usando chutes e socos. Cotoveladas, joelhadas, golpes abaixo da cintura e lutas no clinche não são permitidos. Também é chamado de Full Contact ("contato pleno") para enfatizar que é uma forma de luta com contato pleno (ao contrário de Karatê e Taekwondo, populares na época que o kickboxing foi criado, que são semi-contato).[3]Luta de kickboxe semi contact

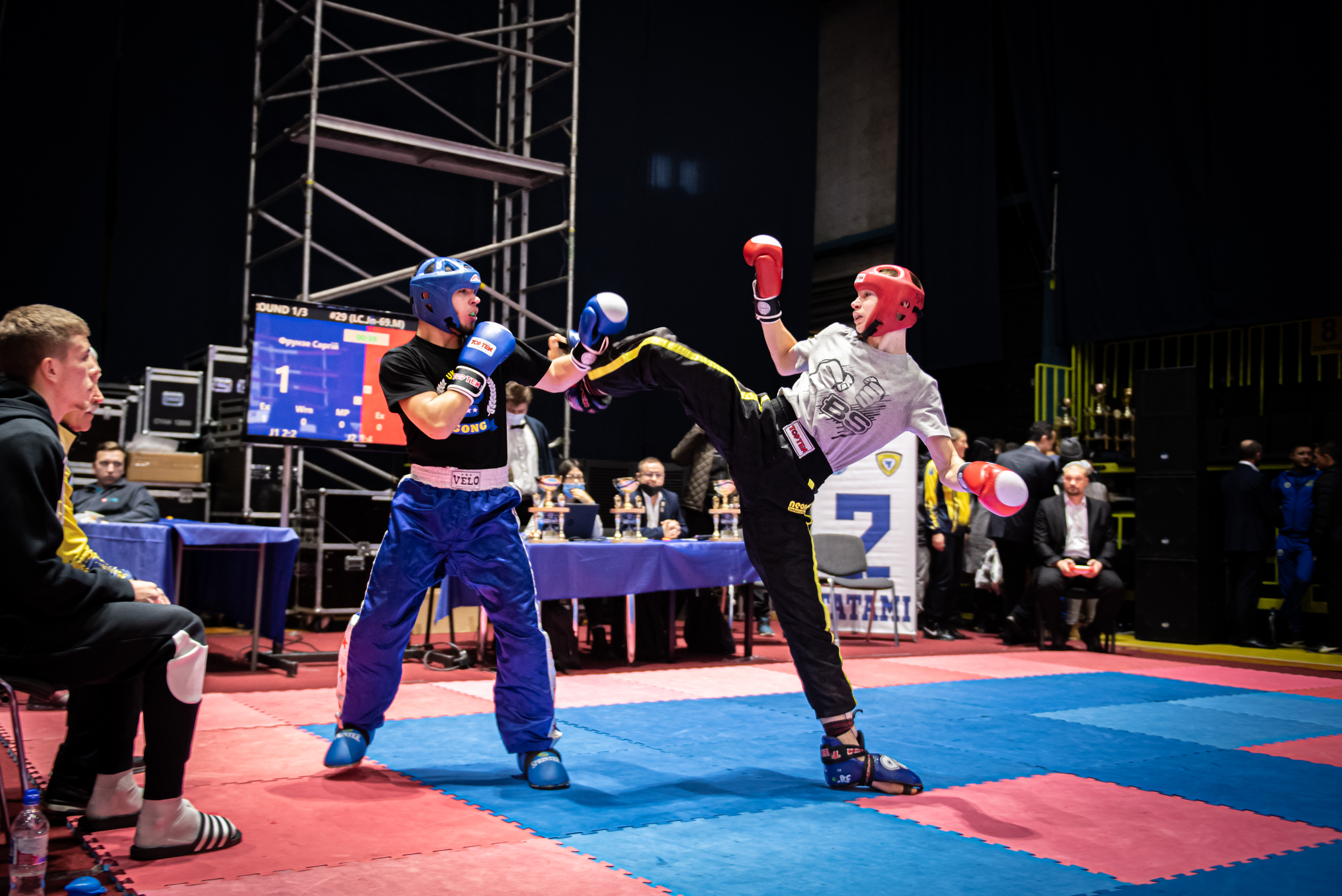
Luta de kickboxe semi contact

  - Semi Contact ("semi-contato") uma variação do Kickboxing americano. É uma luta de pontos e se parece muito com a competição de karatê tradicional. A ênfase está no contato leve e marcar pontos com golpes rápidos e precisos, em vez de perseguir um nocaute com golpes poderosos. Após marcar um ponto a luta encerra e lutadores voltam para a posição inicial.[3]
- Kickboxing Internacional, Freestyle ou Low Kick: As regras são as mesmas do Full Contact, exceto que também permite chutes baixos. Os lutadores podem dar chutes, socos, tanto acima quanto abaixo da cintura. Mas golpes como cotoveladas e joelhadas ainda não são permitidos.[3]

### Sentido amplo
O sentido mais amplo inclui todos os esportes e variações de combate em pé que permitem socos e chutes, incluindo o savate, muay thai, boxe indiano, boxe birmanês, sanshou, formas de karatê full-contact, entre outros.
O termo francês boxe pieds-poings (lit. boxe pés-punhos) é também usado no sentido de "kickboxing" no sentido geral, incluindo o boxe francês (savate), bem como os kickboxing americano e japonês, birmanês e boxe tailandês, karatê de contato total, entre outros.

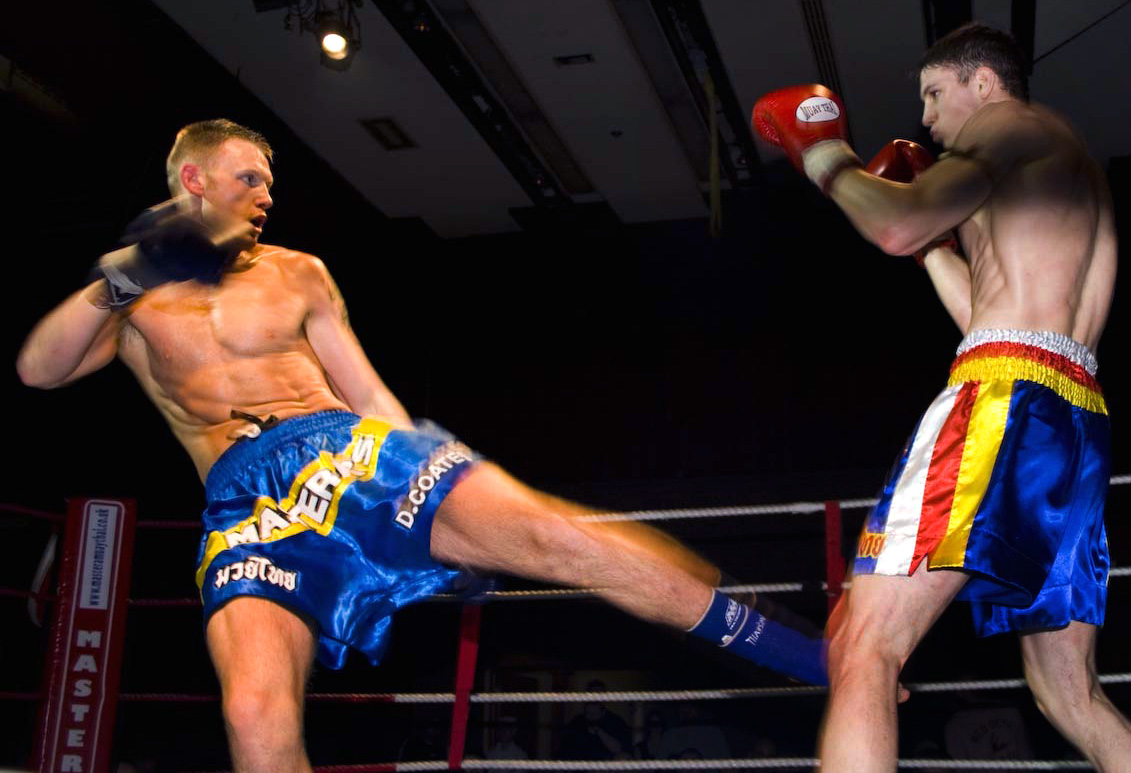
Luta de Muay Thai

Artes marciais rotuladas como kickboxing em sentido amplo incluem:
- A família de kickboxing indochinês desportivo (conhecido pelo termo neutro "Muay"), incluindo:
  -  Pradal serey - Possível antecessor do muay thai, com ênfase em técnicas do cotovelo (ring-wise).
  -  Boxe tailandês ou muay thai - A arte marcial tailandesa moderna, com forte ênfase em joelhadas e cotoveladas. Possuí ainda luta em clinche e algumas derrubadas.[4]
    -  Muay boran (lit. boxe antigo) - Predecessor do muay thai, permite o uso de cabeçadas.

  -  Lethwei - Uma arte marcial tradicional da Birmânia, que tem crescido em um evento popular kickboxing com forte ênfase no joelho, cotoveladas e cabeçada. Qualquer parte do corpo pode ser usada para golpear e ser golpeada. Se luta com mãos nuas, sem luvas.
    -  Kickboxing bando - uma forma mais restrita e esportiva do Lethwei.

  -  Muay lao - o kickboxing  do Laos, que é semelhante ao muay thai.

- Karatê full-contact com uma armadura (conhecido como Bōgutsuki (防具付き空手)) Adithada - Uma forma de kickboxing kalaripayattu do sul que utiliza golpes de cotovelo, joelho e de testa.

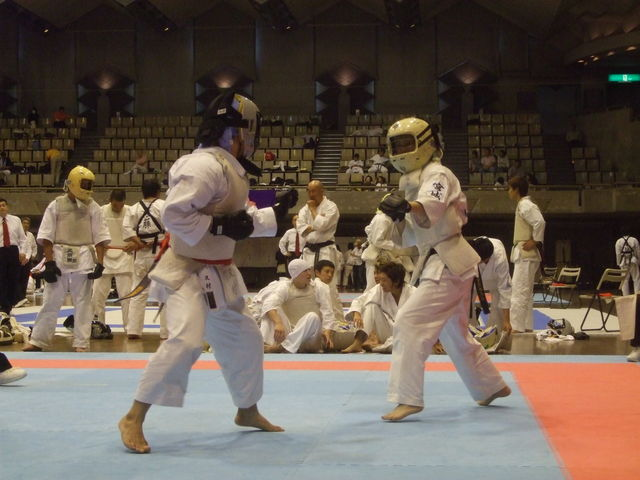
Karatê full-contact com uma armadura (conhecido como Bōgutsuki (防具付き空手))

- Karate full-contact - Um formato de competição de caratê onde se luta para tentar um nocaute ao invés de pontos e lutas não são paradas e reiniciadas após um contato.
  - Kyokushin: o estilo mais popular de contato pleno. Se usa um karategi e com mãos nuas, sem o uso de luvas. Lutadores podem dar socos em qualquer parte do corpo exceto na cabeça e chutes em todas as partes do corpo são permitidas.

- Savate ou boxe francês - Um esporte histórico que se desenvolveu no século 19. Lutadores podem apenas dar pontapés (joelhadas e golpes com a canela não são permitidos) e é o único estilo de kickboxing que se luta com sapatos.[5]
- Sanshou, sanda ou boxe chinês - O componente do wushu / kung fu onde quedas e arremessos são legais em competições, bem como todos os outros tipos de golpes (uso dos braços e pernas).[6]
- Yaw-yan - Sayaw ng kamatayan (lit. dança da morte) é o nome apropriado para yaw-yan, uma arte marcial desenvolvida pelo filipino Napoleon Fernandez. A arte se assemelha ao muay thai em um sentido, mas difere no movimento de torção do quadril, bem como o corte para baixo de seus chutes.

## O kickboxing como esporte de combate
Como esporte de combate, o kickboxing tem um estilo muito independente, mas sendo as regras iguais a outras artes marciais pode haver competições entre elas. Tipicamente o kickboxing em comparação a outras competições é um desporto ativo, e extremamente técnico em comparação ao muay thai. O kickboxing é um esporte que está ganhando seu espaço pouco a pouco, já entrou como pedido no COI (Comitê Olímpico Internacional) para tornar-se esporte olímpico e crescer cada vez mais no Brasil.

### História do kickboxing

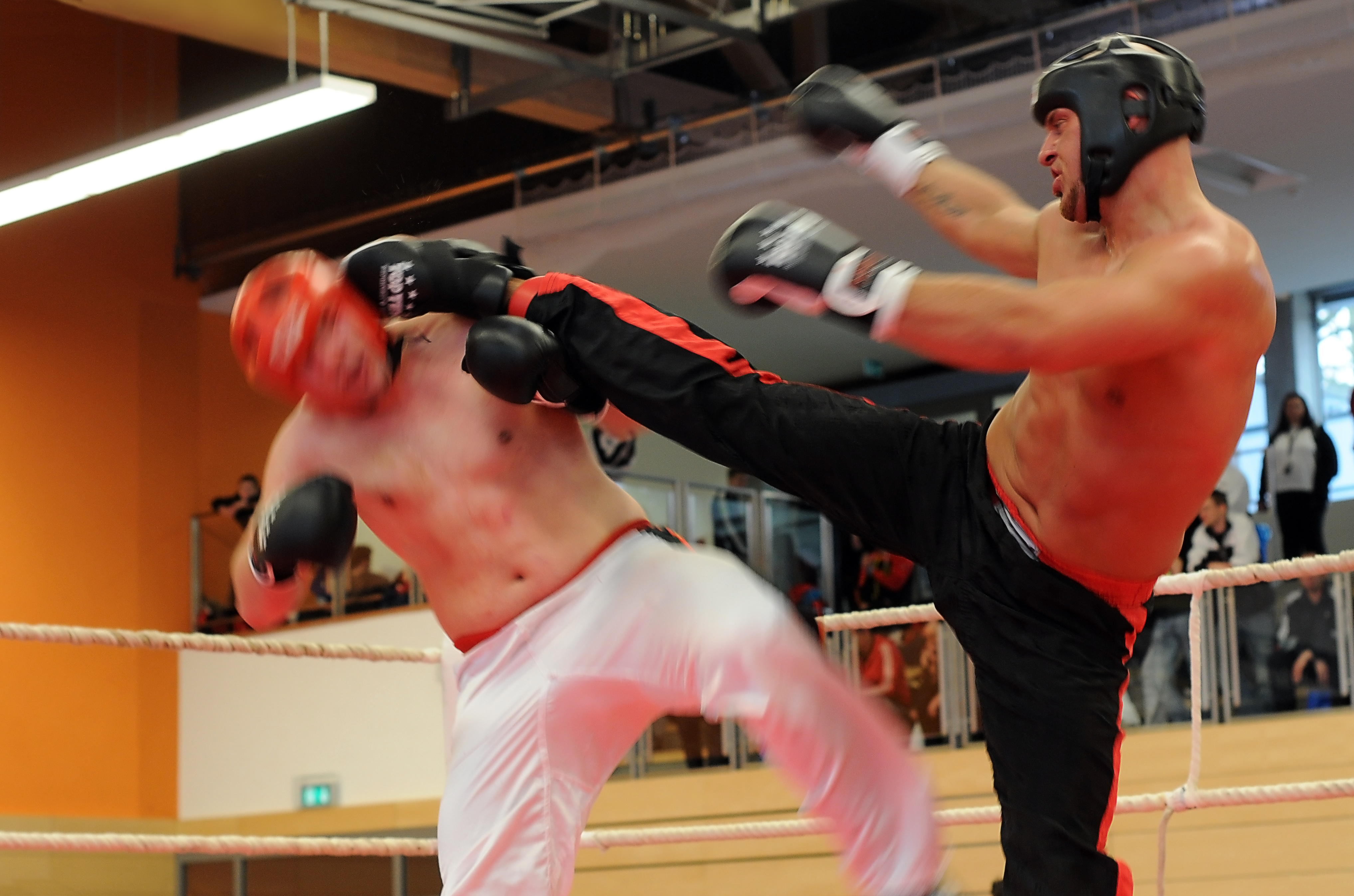
German Open 2010

Numerosas pessoas pensam que os estilos de kickboxing (num sentido mais restrito do termo) são originários da Tailândia ou de outro país do Sudeste asiático, mas não são.
No Japão das décadas de 1950 e 1960, profissionais de caratê, bando e boxe birmanês (nomeadamente na pessoa de Maung Gyi) organizaram encontros de lutas em tapete e em ringue, nascendo assim o kickboxing japonês. O promotor do kickboxing japonês nos anos 1960 foi Osamu Noguchi.
Na mesma época, nos Estados Unidos, numerosas escolas de artes marciais organizaram encontros de full contact, nomeadamente nas disciplinas de bando, caratê, taekwondo, kempo, entre outros.
A partir dos anos 1970, numerosos praticantes de caratê sentiam-se frustrados com as regras em vigor nas competições, que privilegiavam o controle do toque. Procuraram então um desporto na qual seria utilizada a potência dos golpes com as pernas e dos punhos, em vez de parar cada golpe antes de tocar no adversário. Nascia o karate full-contact ou kickboxing americano.
Foram  os pioneiros do kickboxing americano e do full-contact nos Estados Unidos: Dante, Ray Scarica e Maung Gyi.

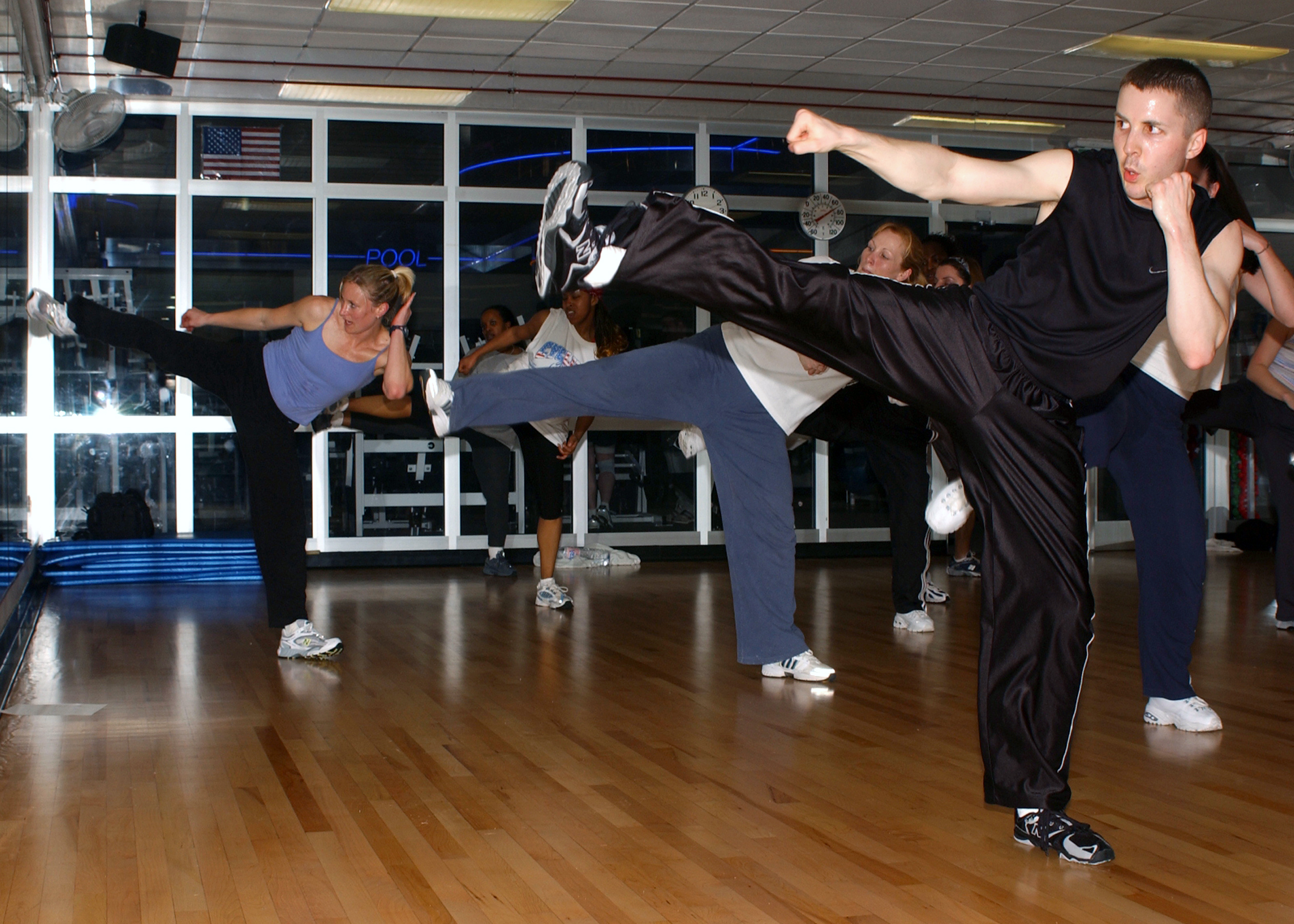
Uma aula de cardio kickboxing, com objetivo de desenvolvimento físico

Outros americanos que fazem parte da história do Kickboxing - Full contact:  Bill Wallace, joe lewis, Jonh Panchivas, Ed Parker na europa se destaca, Dominique valera e Fernando Loio,  e o Australiano Patrick mccarthy.
A Origem do Kickboxing no Brasil
Uma das informações que se tem sobre a origem do kickboxing no Brasil é que essa modalidade esportiva foi introduzida no país por volta de 1978, pelo grão-mestre Markus Tullius, que teve como seus primeiros alunos Luiz Augusto Alvarenga .
Ainda há informações a respeito da origem do kickboxing americano no Brasil, que veio em 1975 com o Grand Master Norman D. Henderson e Grand Master Bruce R. Bethers, ambos integrantes da atual Martial Arts International Federation à epoca integrantes da The World Martial Arts Federation, que transmitiram seus conhecimentos aos Estados de Minas Gerais, Paraná, Mato Grosso e Rondônia.
Atualmente no Brasil, a Confederação Brasileira de Kickboxing é o principal órgão de kickboxing.

### Regras
Como esporte de combate, os estilos de kickboxing são considerados desportos de combate em pé, não permitindo continuar um combate quando um dos lutadores está no chão, embora alguns estilos de kickboxing indochineses abram exceções a essa regra.
No Kickboxing, os pugilistas masculinos combatem em tronco nu nas modalidade de ringue, descalços e usam calças compridas nas modalidades que só são permitidos golpes da altura da cintura para cima e calções de boxe nas modalidade que são permitidos chutes baixos. As pugilistas femininas por vezes usam também um top.

#### Regras de contato

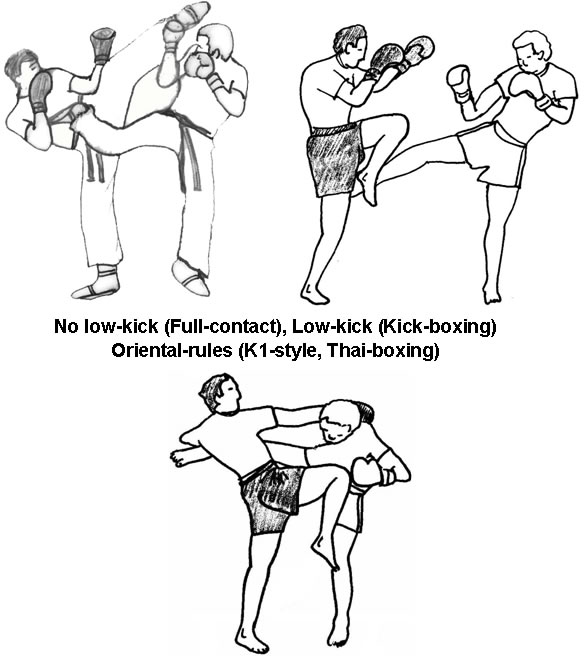
Algumas regras de contato

- Musical Form: A mais bela modalidade do KickBoxing, considerada a Ginástica Olímpica Marcial. Os atletas coreografam movimentos tradicionais das artes marciais com a música utilizando-se de armas ou não.
- Point fight: Antes conhecido como Semi contact: Geralmente lutado no tapete. Tem como objectivo marcar pontos com golpes leves. Os chutes somente são válidos acima da cintura e aplicados com a canela ou peito do pé. A luta é parada a cada ponto marcado.
- Light contact: Lutado geralmente também no tatame. Variante do full contact, com as mesmas técnicas de forma contínuas, mas bem controladas, onde predomina a técnica, perícia e velocidade em detrimento da força. Ganha quem aplicar mais golpes certeiros demonstrando uma técnica mais apurada.

Kick light: lutado geralmente em tatame. Bastante similar ao light contact, mas é permitido chutes baixos nas partes internas e externas das coxas. Lutado com shorts. Predominando o domínio da técnica e não a força, sendo punido o excesso de força e desclassificado o lutador que nocautear o adversário.
- Full contact: Nesta modalidade, os atletas podem utilizar técnicas de mão do boxe tradicional e todos os tipos de chutes, que atinjam o adversário da cintura para cima, observando a linha lateral e frontal do tronco e cabeça.
- Low kick: É um full contact mais completo no qual é válido o uso de caneladas nas coxas interna e externamente obedecendo à linha do joelho para cima.

- Antigo: Thai kick. Agora chamado: K-1 rules

Também conhecida por regras no estilo K-1 ou regras orientais, É uma modalidade de contato pleno que tem quase as mesmas regras do muay thai, como: atacar com chutes as pernas e articulações da mesma lateralmente, giratória baixa de calcanhar, chutes giratórios, esporões, projeções com a guarda, joelhada e soco giratório. Porém diferem do muay thai pela ausência da música tailandesa durante o combate e do ram muay, por não usar técnicas de cotovelo e pelo foco da luta. (Visto que nas modalidades de Kickboxing ganham as lutas quem golpear mais o adversário, independente de qual golpe que seja. Já no Muay Thai irá ganhar quem bater mais cotoveladas e joelhadas. Ou seja, o ganhador no Muay Thai nem sempre será o que bateu mais, mas sim, o que desferiu mais cotoveladas e joelhadas). Fazendo assim com que lutadores de Kickboxing e Muay Thai tenham focos diferentes em virtude do que vale mais pontos em um, e no outro.

#### Torneios
Um dos maiores eventos de Kickboxing foi o famoso K-1, onde existiam regras próprias e diferentes aos outros estilos de regras, onde nesse estilo particular são permitidos low-kicks e joelhadas, para poder inserir lutadores de outras modalidades de luta em pé, num só grande evento.
Em 2012 a organização do K-1 passou para Glory Sports International e esta começou a promover torneios em todo o mundo  sob o nome de GLORY. O LEGEND, evento de nacionalidade russa , e o SUPERKOMBAT, evento romeno, são outros torneios importantes que promovem combates segundo as regras K-1.
Em 2011 no Brasil surgiram Torneios da CBKB  chamado  WGP Kickboxing  que roda todo o território Nacional e em 2014 do CIAM chamado Circuito Nordestino de K-1 que atualmente roda todo o Nordeste Brasileiro tanto para amadores quanto para lutadores profissionais.
Ainda em 2011 até os dias atuais, diversas entidades tem organizado torneios a fim de divulgar o Kickboxing, como as entidades:
CIAM Conselho Internacional de Artes Marciais
FEMIN,
UNK,
IKO,
FKBERJ,
FMKB,
Federação Baiana de kyokushinkaikan,
Federação Mineira de kyokushinkaikan,
FKBEMT
entre diversas entidades que organizam competições em âmbito nacional e regional, além de parcerias para eventos internacionais.